# Oreste Riva
Oreste Riva (Cremona, 21 juli 1860 – aldaar, 31 december 1936) was een Italiaans componist, dirigent en cellist.

## Levensloop
Riva studeerde cello en compositie aan het Conservatorio di Musica "Arrigo Boito" in Parma. Hij werd vervolgens dirigent van de Banda Municipale di Verona en van de Banda Municipale di Castagnaro. Van 1890 tot 1893 was hij ook dirigent van de Associazione Filarmonica Cittadina "Guglielmo Andreoli" Mirandola en van 1909 tot 1921 dirigent van de Associazione Filarmonica “Isidoro Capitanio” Banda Cittadina di Brescia. Bij het laatste orkest heeft hij niet alleen het aantal muzikanten verhoogt, maar vooral ook het muzikale niveau verbetert.
Verder was hij als freelance componist bezig. Als componist schreef hij werken voor orkest, harmonieorkest, muziektheater en kamermuziek. Zijn bekendste opera Il Narciso ging met veel succes op 10 februari 1933 in het Teatro Ponchielli di Cremona in première. Hij is verder international bekend geworden, omdat zijn Marcia trionfale (Triomfmars) een zilveren medaille bij het compositie-wedstrijd tijdens de Olympische Zomerspelen 1920 in Antwerpen won.

## Composities

### Werken voor orkest
- Suite Moresca, voor orkest

### Werken voor harmonieorkest
- 1920 Epinicion
- 1920 Marcia trionfale (Triomfmars)
- Carabinieri
- Il giocattolo italiano
- I Martiri di Belfiore, marce, suite e ballabili per banda

### Muziektheater

#### Opera's
| Voltooid in | titel      | aktes   | première                                     | libretto    |
| ----------- | ---------- | ------- | -------------------------------------------- | ----------- |
| 1933        | Il Narciso | 4 aktes | 10 februari 1933, Cremona, Teatro Ponchielli | Luigi Ratti |

### Kamermuziek
- 1908 Le Geishe, polka voor 2 mandolines en gitaar
- 1929 La terra; La mensa ; L'altare, voor viool en piano
- Current Calamo, voor mandoline en piano